# Mads H. Andenæs
Mads H. Andenæs (Oslo, 1940. április 22. – 2019. május 12.) norvég jogászprofesszor. Johannes Andenæs gyermekeként született Oslóban. 1978-ban Sameier og selskaper témájú disszertációjával megszerezte doktori doktori címét és 1986-ban az Oslói Egyetem professzora lett. Fiatalkorában gerelyhajító volt, egyéni csúcsa 73,12 méter volt a Bislett stadionban 1960-ban. Kezdetben a St. Hanshaugens IF, később pedig az IK Tjalve színeiben versenyzett. Felesége a szintén jogász Ellen Holager Andenæs.

## Publikációi[4]
- Aksjeselskapsrett (második kiadás, 1992)
- Konkurs (második kiadás, 1999)
- Rettskildelære (1997)
- Aksjeselskaper & allmennaksjeselskaper (1998)

## Fordítás
- Ez a szócikk részben vagy egészben  a   Mads H. Andenæs című angol Wikipédia-szócikk ezen változatának fordításán alapul.  Az eredeti cikk szerkesztőit annak laptörténete sorolja fel. Ez a jelzés csupán a megfogalmazás eredetét és a szerzői jogokat jelzi, nem szolgál a cikkben szereplő információk forrásmegjelöléseként.